# 河西节度使
河西节度使，唐朝在凉州设置的节度使。唐玄宗时天宝十大节度使中，第一个设立的节度使。也称“天下第一节度”。晚唐以后复置的河西军，是作为唐末五代时凉州一带的官军残余势力。

## 盛唐时历史
唐睿宗景云二年（711年）四月以贺拔延嗣为凉州都督充河西节度使，河西节度使负责断隔吐蕃、突厥，治凉州（武威郡，今甘肃武威），统辖凉州、甘州、肃州、瓜州、沙州、伊州、西州七州。

### 历任节度使
- 司马逸客
- 贺拔延嗣 711年——714年
- 郭虔瓘 714年——720年
- 杨敬述 720年——721年
- 王君㚟 721年——723年
- 张敬忠 723年——727年
- 李嗣直 727年
- 萧嵩 727年——729年
- 牛仙客 732年——737年
- 崔希逸 737年——738年
- 萧炅 738年——740年
- 盖嘉运 740年——742年
- 王倕 742年——744年
- 夫蒙灵詧 744年——746年
- 皇甫惟明 746年
- 王忠嗣 746年——747年
- 安思顺 747年——752年
- 高仙芝 751年（未任）
- 哥舒翰 753年——756年
- 王思礼 756年
- 周佖 756年——757年
- 李珙 756年
- 郭子仪 757年九月——759年三月
- 来瑱 759年
- 杨志烈 759年——765年十月
- 杨休明 约765年下半年——766年
- 周鼎 约766年——771年 大历六年（公元771年），周鼎为阎朝所杀，朝廷不再任命河西节度使，河西节度使遂废。唐建中二年（公元781年），阎朝被迫投降吐蕃，沙州遂陷落。

## 复置
自安史之乱后，吐蕃乘机东进，曾兵临长安城下，后遂以六盘山为界，以西为吐蕃所有，原河西节度使撤销。公元842年，吐蕃赞普朗达玛被杀，吐蕃陷入内乱之中，敦煌一带的汉族和其他民族在张议潮带领下驱逐吐蕃驻军，并向东向西进军，一度收复了河西一带的唐朝故土，在入朝后被授予河西等十一州观察处置使。由于晚唐饱受藩镇割据之苦，朝廷并没有正式册封张议潮为河西节度使，而张议潮为了稳定军心，对归义军内部自称河西节度使。朝廷派遣兵卒郓人二千五百员戍守凉州（西凉府），因黄巢之乱而隔绝，而西面则因为甘州为回鹘所夺取与瓜沙归义军阻断，遂自立。
- 朱氏 中和年间
- 胡敬璋 895年
- 翁郜 唐昭宗时

## 五代时历史
五代时，河西地为回鹘、党项分占，唯有凉州、甘州、瓜州、沙州常遣使进贡。瓜沙二州是归义军辖地，中间有甘州隔开，只有凉州较靠近中原。後梁太祖时曾以朔方节度使兼领河西节度，而观察甘、肃、威等州。然而徒有其名，凉州人民自立守将。
后唐明帝长兴四年（933年），凉州留后孙超遣大将拓跋承谦入朝进贡，受明帝召见，奏称：“凉州东距灵武千里，西北至甘州五百里。旧有郓州人二千五百为戍兵，及黄巢之乱，遂为阻绝。超及城中汉户百余，皆戍兵之子孙也。其城今方幅数里，中有县令、判官、都押衙、都知兵马使，衣服言语略如汉人。”明帝遂即任命孙超为凉州刺史，兼河西军节度留后。
清泰元年（934年），留后李文谦来请命。几年后，凉州人逐出李文谦，灵武节度使冯晖遣部下吴继兴代李文谦为留后，时为天福七年（942年）。次年（943年），后晋高祖遣泾州押牙陈延晖携诏书安抚凉州，凉州人挽留陈延晖，立为刺史。后汉隐帝乾祐年间（948年－950年之间），权知凉州留后折逋嘉施遣使者入朝廷请命，受封为节度使。嘉施是当地土豪。
后周广顺二年（952年），折逋嘉施到开封卖马，并且请求朝廷派遣将帅官吏，时任枢密使的王峻奏请起用故人申师厚以左卫将军拜为河西节度使。申师厚至凉州，推荐押衙副使崔虎心、阳妃谷首领沈念般等以及当地汉人王廷翰、温崇乐、刘少英为将吏，又自安国镇至凉州，设立三州以控扼诸羌，用当地酋豪折逋葛支等人为刺史，得到朝廷允诺。但是当地汉人和少数民族杂居，申师厚又不能安抚，后周世宗显德元年（954年），申师厚为其所迫，命儿子为留后而独自逃归，被贬官。凉州遂与中原断了联系。

### 历任留后及节度使

#### 朔方节度使兼领河西节度使
- 韩逊 开平元年（907年）——乾化四年（914年）
- 韩洙 乾化四年（914年）——天成三年（928年）
- 韩璞 天成三年（928年）
- 韩澄 天成四年（929年）
- 康福 天成四年（929年）——长兴元年（930年）

#### 凉州留后及河西节度使
- 马全节  长兴元年（930年）
- 孙超    长兴二年（931年）——长兴四年（933年）
- 李文谦   清泰元年（934年）——天福六年（941年）
- 吴继兴   天福六年（941年）——天福七年（942年）
- 陈延晖   天福七年（942年）——开运元年（944年）
- 张遵古   开运二年（945年）——天福十二年（947年）
- 折逋嘉施 乾祐元年（948年）——广顺元年（951年）
- 申师厚   广顺元年（951年）——显德元年（954年）
- 申师厚子      954年--？？

## 后续
之后其地为号称的浑末、温末、六谷部吐蕃三股政权所占，宋朝时曾来请帅，当时宋惟清在凉州买马，命以领州事。